# 1481 Tübingia
1481 Tübingia è un asteroide della fascia principale. Scoperto nel 1938, presenta un'orbita caratterizzata da un semiasse maggiore pari a 3,0184583 au e da un'eccentricità di 0,0421178, inclinata di 3,50835° rispetto all'eclittica.
L'asteroide è dedicato alla città tedesca di Tubinga.